# FIGHT.K教會
22°44′41″N 120°19′06″E / 22.744783°N 120.318322°E
FIGHT.K教會，位於高雄市橋頭區青埔站旁的覓蜜基地園區內，是北高雄基督新教大型教會，由張蒙恩帶領下建立，於2015年12月19日進行首次聚會，覓蜜基地園區於2017年4月1日開園，2018年1月聚會人數3500多人，會友平均年齡24歲，男女比例1：1。

## 核心價值
FIGHT.K教會的使命源自以賽亞書二章2節：「末後的日子，耶和華殿的山必堅立，超乎諸山，高舉過於萬嶺；萬民都要流歸這山。」

### FIGHT.K
FIGHT.K在英文上，包含Fight for Kingdom、Fight for Kaohsiung、跟隨神的心意和真理（Follow In God's Heart and Truth）的意義，進而為高雄（Kaohsiung）爭戰，進而為神的國度（Kingdom）爭戰。

### 回家
FIGHT.K的核心價值是「回家」，張蒙恩表示天父的心意是要人們「回家」，FIGHT.K就是一個家，歡迎大家「回家」。因此聚會時，螢幕上會顯示「welcome home」。

## 覓蜜基地園區Meet me
園區於2017年4月1日開園，2018年4月2日榮獲「2018建築園冶獎」（高雄市公共建築景觀類）。

## 聚會
教會在週三及週六晚上有聚會，週六也有FIGHTK X(10~22歲)的聚會，以及週六及週日的兒童主日學，週五則有禱告會。
在台灣許多地區也有固定的聚會點進行聚會。

## 歷史
2015年12月19日：舉行首次聚會。
2016年6月上旬：聚會人數突破1000人，執事會決定擴大可容納2000多人的會堂。
2017年4月1日：覓蜜基地園區開園。
2017年7月19日～7月20日：讚美之泉首度於此舉辦敬拜讚美巡迴。
2017年8月18日～8月19日：美國加州巴沙迪那豐收磐石教會(Harvest Rock Church)祈安牧師與Jay Koopman牧師於此舉行「興起發光年度特會」。
2017年9月17日：財團法人八卦寮文教基金會於此舉行「余登發、余陳月瑛紀念音樂會」，基金會董事長余政憲、總統蔡英文、高雄市長陳菊出席。
2017年12月23日：舉行FIGHT.K 2歲生日暨聖誕節園遊會、「復興號」氣墊遊樂器材開放。
2018年1月6日：週六聚會開始於Kid's Heaven同步轉播聚會內容。
2018年2月3日：Gateway敬拜團首度於此舉辦敬拜讚美巡迴。
2018年2月9日：美國彩虹事工創辦人海蒂·貝克宣教士於此舉行特會。
2018年4月2日：覓蜜基地園區榮獲「2018建築園冶獎」（高雄市公共建築景觀類）。
2018年6月10日：首度於臺中舉辦「雲端快鐮刀教會」聚會。（於豐樂公園）
2018年7月22日：本日起，每週日於臺中大魯閣新時代購物中心4樓凱擘影城舉行「雲端快鐮刀教會」聚會。
2018年8月13日：FIGHT.K國際心教育開學。
2018年8月18日～8月19日：星球震動者樂團首度於覓蜜園區舉辦敬拜讚美特會。
2018年10月10日：印度坦米爾納杜邦清奈CHOP孩童禱告之家（Children House Of Prayer）克安通牧師舉行「 三代合一，12小時敬拜禱告」特會。
2018年10月12日：知名基督教小說《小屋》加拿大籍作者威廉‧保囉‧楊舉行分享會。
2018年11月18日：首度於香港舉行快鐮刀教會「試辦雲端聚會」。
2019年6月8日：FIGHT.K X聚會正式開始。
2019年6月9日：雲端快鐮刀教會將於全台及香港計32個聚會點進行聚會。
2019年9月15日：FIGHT.K X與f fashion於新堀江舉行聯合開幕式。
2019年11月3日：首度於馬來西亞吉隆坡舉行「雲端快鐮刀教會」聚會。

## 交通
- 捷運：高雄捷運紅線、燕巢線(規劃中) 青埔站
- 公車：於捷運青埔站上下車
  - 高雄客運：98、8040、8041B/C、8046A/B、8049
  - 義大客運：8506
  - 港都客運：7C

## 相關文獻
- 漂亮家居編輯部，《圖解貨櫃商業空間設計》，臺北市：麥浩斯出版社，2018年。ISBN 978-986-40836-6-4
- 高雄市建築師公會，《2018高雄建築師作品年鑑》，高雄市：社團法人高雄市建築師公會，2018年。
- 張家興，《KHStyle高雄款 No.21》，高雄市：高雄市政府新聞局，2018年。ISBN 959-903-03213-4-2

## 資料來源
1. 1 2  商可瑩. . 國度復興報. 2015-12-31  [2017-11-18]. （原始内容存档于2017-12-01）.
2. ↑  陳衿妮. . 基督教今日報. 2018-01-05  [2018-01-22]. （原始内容存档于2018-01-22）.
3. ↑  陳衿妮. . 基督教今日報. 2017-06-19  [2017-11-18]. （原始内容存档于2017-12-01）.
4. 1 2  . FIGHT.K. （原始内容存档于2021-09-08）.
5. ↑  商可瑩. . 國度復興報. 2015-12-31. （原始内容存档于2018-10-04）.
6. ↑  李容珍. . 基督教論壇報. 2018-10-09. （原始内容存档于2018-10-10）.
7. ↑  李容珍. . 基督教論壇報. 2018-10-09. （原始内容存档于2018-10-10）.
8. 1 2  戴詩雅. . 基督教今日報. 2018-04-02  [2018-04-02]. （原始内容存档于2018-04-02）.
9. ↑  .   [2018-04-02]. （原始内容存档于2018-04-03）.
10. 1 2  FIGHT.K. . FIGHT.K.   [2019-05-15]. （原始内容存档于2019-05-15）.
11. 1 2  林子騫. . 基督教今日報. 2019-05-15  [2019-05-15]. （原始内容存档于2019-05-15）.
12. ↑  蔡宜倩. . 基督教今日報. 2016-08-26  [2017-11-18]. （原始内容存档于2017-06-24）.
13. ↑  . 好消息國度新聞. 2017-09-20  [2017-12-21]. （原始内容存档于2019-02-16）.
14. ↑  . 讚美之泉Stream Of Praise.   [2017-12-21]. （原始内容存档于2018-09-29）.
15. ↑  劉玲君. . 國度復興報. 2017-07-20  [2017-12-21]. （原始内容存档于2017-12-22）.
16. ↑  . Asia for Jesus國度豐收協會.   [2018-01-22]. （原始内容存档于2018-01-22）.
17. ↑  陳新城. . 基督教今日報. 2018-08-27  [2018-08-30]. （原始内容存档于2018-08-31）.
18. ↑  劉以琳. . 國度復興報. 2018-08-13  [2018-08-14]. （原始内容存档于2018-08-14）.
19. ↑  林葶熙、朱智偉. . 基督教今日報. 2018-08-18. （原始内容存档于2018-08-18）.
20. ↑  張雅筑. . 國度復興報. 2018-08-20  [2018-08-30]. （原始内容存档于2018-08-31）.
21. ↑  . 中華天父的心協會. （原始内容存档于2018-10-12）.
22. ↑  GOOD TV新聞中心. . 好消息國度新聞GOOD TV. 2018-10-17. （原始内容存档于2018-10-20）.
23. ↑  FIGHT.K. . Facebook. 2018-10-11. （原始内容存档于2019-02-16）.
24. ↑  FIGHT.K. . Facebook. 2018-11-06. （原始内容存档于2019-02-16）.
25. ↑  FIGHT.K. . Facebook. 2018-11-17. （原始内容存档于2019-02-16）.
26. ↑  吳美玉. . 基督教今日報. 2018-11-20. （原始内容存档于2018-11-20）.
27. ↑  FIGHT.K. . FIGHT.K. 2019-06-01. （原始内容存档于2021-09-08）.
28. ↑  林子騫. . 基督教今日報. 2019-10-05  [2019-10-06]. （原始内容存档于2019-10-06）.
29. ↑  FIGHT.K. . FIGHT.K. 2019-10-26.

## 外部連結
- FIGHT.K官網（页面存档备份，存于）（繁體中文）
- 覓蜜基地（页面存档备份，存于）園區（繁體中文）
- FIGHT.K的Facebook專頁
- FIGHT.K的Instagram帳戶
- FIGHT.K（页面存档备份，存于）的Youtube官方頻道
- FIGHT.K雲端快鐮刀聚會各雲點資訊（页面存档备份，存于）